# Barkowice Mokre
Barkowice Mokre (prononciation [barkɔˈvit͡sɛ ˈmɔkrɛ]) est un village de la gmina de Sulejów, du powiat de Piotrków, dans la voïvodie de Łódź, situé dans le centre de la Pologne.
Il se situe à environ 8 kilomètres au nord de Sulejów (siège de la gmina), 15 kilomètres à l'est de Piotrków Trybunalski (siège du powiat) et 50 kilomètres au sud-est de Łódź (capitale de la voïvodie).
Sa population s'élevait approximativement à 130 habitants en 2006.

## Administration
De 1975 à 1998, le village était attaché administrativement à l'ancienne voïvodie de Piotrków.

Depuis 1999, il fait partie de la nouvelle voïvodie de Łódź.